# Titi Belmonte
José Antonio Belmonte Férez, conocido como Titi, (Murcia, 28 de julio de 1990) es un futbolista español. Juega como delantero en el Yeclano Deportivo de la Segunda División RFEF.

## Trayectoria
Es un delantero centro formado en las categorías inferiores de clubes de la Región de Murcia, en concreto en la escuela de fútbol de Beniaján para después pasar por el Costa Cálida CF, con el que debutaría en Tercera División, llegando a ser campeón de España sub-18 con la selección murciana de fútbol.
En 2012 firma como delantero del UCAM Murcia Club de Fútbol que milita en el grupo IV de Segunda B.
Para la temporada 2013/14 ficha por el Granada CF. El conjunto nazarí se hace con los servicios de un jugador joven para darle proyección
Al club universitario regresó en 2014, pero una grave lesión le tuvo apartado de los terrenos de juego un largo período. 
En verano de 2016, tras lograr el ascenso a Segunda División de España con el UCAM Murcia Club de Fútbol, no continúa en los planes del técnico José María Salmerón y opta por fichar por el FC Jumilla, un equipo entrenado por Pichi Lucas que fue creado para evitar el descenso a Tercera División pero que durante la primera vuelta fue el equipo revelación del Grupo IV de Segunda División B. El delantero murciano acabó la primera vuelta con una cifra de 9 goles.
En la temporada 2017-18 con el conjunto vinícola, disputa 25 partidos y anota tres goles en el Grupo III de Segunda División B de España.
Permanecería en el club vinícola por dos campañas hasta el comienzo de la 2018-19 cuando regresó a las filas del conjunto universitario. En dicha temporada disputó 29 partidos en los que anotó 3 goles. 
En verano de 2019, firma por el Club de Fútbol La Nucía del Grupo III de Segunda División B de España. En sus dos temporadas con el conjunto del Club de Fútbol La Nucía, en la temporada 2019-20 disputa 25 partidos en los que anota 6 goles y en la segunda temporada disputa 11 partidos.
En la temporada 2021-22, firma por el Mar Menor FC de la Segunda Federación, con el que disputa 22 partidos y anota dos goles.
El 9 de agosto de 2022, firma por el Club de Fútbol Lorca Deportiva de la Tercera Federación.
El 11 de agosto de 2023, firma por el Yeclano Deportivo de la Segunda División RFEF.

## Clubes
| Club                           | País   | Años      |
| ------------------------------ | ------ | --------- |
| Beniaján CF                    | España | 2007-2010 |
| Costa Cálida Club de Fútbol    | España | 2010-2012 |
| UCAM Murcia Club de Fútbol     | España | 2012-2014 |
| Granada CF B                   | España | 2014      |
| FC Jumilla                     | España | 2014-2017 |
| UCAM Murcia Club de Fútbol     | España | 2017-2019 |
| Club de Fútbol La Nucía        | España | 2019-2021 |
| Mar Menor FC                   | España | 2021-2022 |
| Club de Fútbol Lorca Deportiva | España | 2022-2023 |
| Yeclano Deportivo              | España | 2023-     |

## Palmarés

### Títulos nacionales
| Título                       | Club           | País   | Año  |
| ---------------------------- | -------------- | ------ | ---- |
| Segunda División B de España | UCAM Murcia CF | España | 2016 |